# 韋德梅季夫卡 (別廖茲諾區)
50°48′3″N 26°52′51″E / 50.80083°N 26.88083°E
韋德梅季夫卡（烏克蘭語：Ведмедівка），是烏克蘭西北部的村莊，隸屬里夫內州的里夫內區。該村始建於1629年，面積0.13平方公里，海拔高度200米，人口30，人口密度每平方公里230.8人。